# Хасиратани, Тэцудзи
Тэцудзи Хасиратани (яп. 柱谷 哲二 Хасиратани Тэцудзи, 15 июля 1964 года, Киото) — японский футболист, тренер. Обладатель Кубка Азии по футболу. Брат футболиста Коити Хасиратани.

## Клубная карьера
На протяжении своей футбольной карьеры выступал за клубы «Ниссан Моторс», «Верди Кавасаки». Учился и играл за команды средней школы Коммерции Киото и Университета Кокусикан. Хасиратани занимал позицию защитника и опорного полузащитника. В 1987 году стал игроком «Ниссан Моторс». С 1988 по 1990 год клуб выиграл все три главных титула в Японии: дважды — чемпионат страны (1988/89, 1989/90) и Кубок Императора, трижды — Кубок лиги. Также в составе команды Хасиратани стал обладателем Кубка лиги в 1990, 1991 и 1992 годах и Азиатского Кубка обладателей кубков в сезоне 1991/92 года. В 1992 году, когда происходило реформирование футбольных лиг страны, Хасиратани перешёл в клуб «Верди Кавасаки», который стал победителем первого розыгрыша профессиональной футбольной Джей-лиги в 1993 и 1994 годах. А помимо этого стал обладателем Кубка лиги 1992, 1993, 1994 годов и Кубка Императора в 1996-м. Хасиратани был одним из основных игроков периода золотой эры в истории обоих клубов. Он завершил карьеру в 1998 году. В течение 6 лет подряд (1989/90-1995) его включали в символическую сборную чемпионата.
Хасиратани был первым председателем Ассоциации профессиональных футболистов Джей-лиги.

## Карьера в сборной
С 1988 по 1995 год сыграл за национальную сборную Японии 72 матчей, в которых забил 6 голов. Также участвовал в Кубке Азии по футболу, где Япония завоевала золотые медали. Хасиратани был капитаном в решающем отборочном матче к чемпионату мира 1994 года. Тогда Япония потеряла шансы на участие в чемпионате мира в США, после того, как в компенсированное время иракский полузащитник сравнял счет. Болельщики национальной команды помнят ту встречу до сих пор, окрестив её «Трагедией в Дохе» или «Агонией в Дохе».

## Тренерская карьера
В начале 2002 года Хасиратани сменил на посту главного тренера «Консадоле Саппоро» Такэси Окада. Однако после семи проведенных матчей был уволен. В этом сезоне команда покинула высший дивизион страны. После этого он тренировал команду родного университета Кокусикан и «Урава Ред Даймондс». С 2006 по 2007 год работал в «Токио Верди», а в 2008 году стал главным тренером команды. Но в конце сезона, по итогам которого клуб покинул высший дивизион, Хасиратани был уволен. В 2010-м он снова вернулся к работе с университетской командой. А через год вернулся в профессиональный футбол — в команду «Мито Холлихок», выступавшей во втором дивизионе Джей-лиги — J2. В середине сезона 2015 года, Хасиратани был отправлен в отставку, когда команда находилась в зоне вылета. С 2016 года он тренировал на протяжении сезона команду третьего дивизиона J3 «Гайнарэ Тоттори», а потом подписал контракт с представителем японской футбольной лиги (четвертого по счету дивизиона) «Ванраурэ Хатинохэ», где также не продержался больше года. В июне 2018 года Хасиратани стал главным тренером «Джираванц Китакюсю», сменив на этом посту Hitoshi Morishita.

## Достижения

### Командные
«Ниссан Моторс»
- Победитель JSL: 1988/89, 1989/90
- Обладатель Кубка Императора; 1988, 1989, 1991
- Обладатель Кубка обладателей кубков Азии: 1991/92

«Верди Кавасаки»
- Победитель J1: 1993, 1994
- Обладатель Кубка Императора: 1996
- Обладатель Кубка Джей-лиги; 1992, 1993, 1994

Япония
- Победитель Кубка Азии: 1992

### Индивидуальные
- Включён в символическую сборную Джей-лиги; 1993, 1994, 1995
- Самый ценный игрок JSL: 1988/89

## Статистика

### В клубе
| Выступления за клуб | Выступления за клуб | Выступления за клуб | Лига  | Лига | Кубок            | Кубок            | Кубок лиги                | Кубок лиги                | Итого | Итого |
| Сезон               | Клуб                | Лига                | Матчи | Голы | Матчи            | Голы             | Матчи                     | Голы                      | Матчи | Голы  |
| Япония              | Япония              | Япония              | Лига  | Лига | Кубок Императора | Кубок Императора | Кубок JSL/Кубок Джей-лиги | Кубок JSL/Кубок Джей-лиги | Итого | Итого |
| ------------------- | ------------------- | ------------------- | ----- | ---- | ---------------- | ---------------- | ------------------------- | ------------------------- | ----- | ----- |
| 1987/88             | Ниссан Моторс       | JSL D1              | 12    | 0    |                  |                  |                           |                           | 12    | 0     |
| 1988/89             | Ниссан Моторс       | JSL D1              | 22    | 0    |                  |                  |                           |                           | 22    | 0     |
| 1989/90             | Ниссан Моторс       | JSL D1              | 21    | 2    |                  |                  | 4                         | 0                         | 25    | 2     |
| 1990/91             | Ниссан Моторс       | JSL D1              | 20    | 0    |                  |                  | 4                         | 0                         | 24    | 0     |
| 1991/92             | Ниссан Моторс       | JSL D1              | 22    | 0    |                  |                  | 3                         | 0                         | 25    | 0     |
| 1992                | Верди Кавасаки      | J1                  | -     | -    | 5                | 0                | 11                        | 0                         | 16    | 0     |
| 1993                | Верди Кавасаки      | J1                  | 31    | 3    | 2                | 0                | 1                         | 0                         | 34    | 3     |
| 1994                | Верди Кавасаки      | J1                  | 40    | 2    | 2                | 0                | 3                         | 0                         | 45    | 2     |
| 1995                | Верди Кавасаки      | J1                  | 46    | 5    | 2                | 0                | -                         | -                         | 48    | 5     |
| 1996                | Верди Кавасаки      | J1                  | 22    | 2    | 0                | 0                | 10                        | 0                         | 32    | 2     |
| 1997                | Верди Кавасаки      | J1                  | 16    | 0    | 2                | 0                | 3                         | 0                         | 21    | 0     |
| 1998                | Верди Кавасаки      | J1                  | 28    | 1    | 3                | 0                | 2                         | 0                         | 33    | 1     |
| Итого               | Итого               | Итого               | 280   | 15   | 16               | 0                | 41                        | 0                         | 341   | 11    |

### В сборной
| Сборная Японии | Сборная Японии | Сборная Японии |
| Год            | Матчи          | Голы           |
| -------------- | -------------- | -------------- |
| 1988           | 5              | 1              |
| 1989           | 10             | 0              |
| 1990           | 6              | 1              |
| 1991           | 2              | 1              |
| 1992           | 11             | 0              |
| 1993           | 14             | 2              |
| 1994           | 9              | 1              |
| 1995           | 15             | 0              |
| Итого          | 72             | 6              |

### Тренерская карьера
| Команда            | Страна | С     | До    | Статистика | Статистика | Статистика | Статистика | Статистика |
| Команда            | Страна | С     | До    | И          | В          | П          | Н          | Побед %    |
| ------------------ | ------ | ----- | ----- | ---------- | ---------- | ---------- | ---------- | ---------- |
| Консадоле Саппоро  | Япония | 2002  | 2002  | 7          | 1          | 0          | 6          | 14.29      |
| Токио Верди        | Япония | 2008  | 2008  | 34         | 10         | 7          | 17         | 29.41      |
| Мито Холлихок      | Япония | 2011  | 2015  | 181        | 55         | 51         | 75         | 30.39      |
| Гайнарэ Тоттори    | Япония | 2016  | 2016  | 30         | 8          | 6          | 16         | 26.67      |
| Джираванц Китакюсю | Япония | 2018  | 2018  | 19         | 4          | 7          | 8          | 21.05      |
| Всего              | Всего  | Всего | Всего | 241        | 70         | 65         | 106        | 29.05      |